# داستاکرت
داستاکِرْت (به ارمنی: Դաստակերտ) یک شهر در ارمنستان است که در استان سیونیک واقع شده‌است.  در  کیلومتری جنوب کاپان، مرکز استان سیونیک واقع شده است.

## خصوصیات
داستاکرت ۰٫۵ کیلومترمربع مساحت و ۳۲۳ نفر جمعیت دارد و ۲٬۰۵۰ متر بالاتر از سطح دریا واقع شده‌است.  در  کیلومتری جنوب کاپان، مرکز استان سیونیک واقع شده است.
نام این آبادی در سدهٔ ۱۲ و ۱۳ در متون تاریخی ذکر شده. شهرک داستاکرت از سال ۱۹۵۱ بنیاد داشته ولی در سال ۱۹۹۵ تبدیل به یک شهر شد.
داستاکرت در پای کوه آیری و در سرچشمه رودخانه داستاکرت واقع شده.
نام داستاکرت وام‌واژه‌ای است از فارسی و صورت ارمنی واژه دستگرد است. در قدیم به‌آبادی‌های خالصه یعنی آبادی‌های متعلق به پادشاهان دستگرد گفته می‌شد.

## نگارخانه

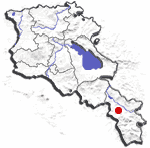
محل داستاکرت در ارمنستان
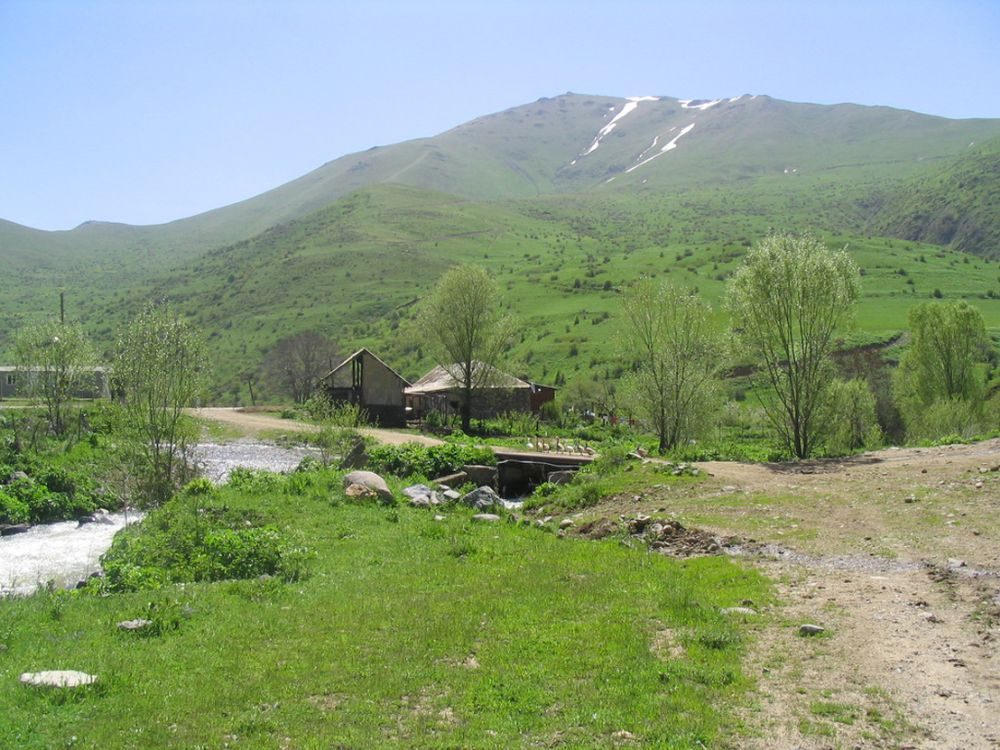